# Runet
Runet (tiếng Nga: Рунет), Một từ ghép của ru (mã cho cả tiếng Nga và tên miền cấp cao nhất của nước này) và net (mạng), là cộng đồng ngôn ngữ Nga trên Internet và các trang web. Thuật ngữ Runet được đặt ra ở Israel vào mùa xuân năm 1997 do một cư dân Israel nói tiếng Nga từ Baku, Azerbaijan, blogger Raffi Aslanbekov (tiếng Nga: Раффи Асланбеков ) còn được biết đến ở Nga với tên gọi Ông bác vĩ đại, một tác giả của chuyên mục Những suy nghĩ của Ông bác vĩ đại. Runet được phổ biến bởi những người dùng Internet đầu tiên và được đưa vào một số từ điển, bao gồm từ điển chính tả của Viện Hàn lâm Khoa học Nga, do VV Lopatin biên tập năm 2001.
Đối với người dùng thông thường, thuật ngữ Runet có nghĩa là nội dung của các trang web dành cho người dùng Nga không có kỹ năng ngoại ngữ hoặc các cửa hàng trực tuyến có văn phòng tại Nga (ví dụ: công cụ tìm kiếm tiếng Nga, dịch vụ email, chống vi-rút, từ điển, Bản sao tiếng Nga của Facebook, Amazon, YouTube, eBay, PayPal, Foursquare, v.v... để sử dụng ở tất cả các quốc gia hậu Xô Viết), vì vậy thuật ngữ này có liên quan đến việc sử dụng thực tế cho người dùng cuối. Trở thành Runet mang lại cho công ty một số lợi thế, vì nhiều công ty CNTT địa phương thành công hơn các dịch vụ nước ngoài trên thị trường Nga. Thuật ngữ này có thể mô tả tình hình của những năm 1990 đến đầu những năm 2000; Các công ty nước ngoài không muốn hoạt động tại thị trường Nga và nội địa hóa sản phẩm của họ, vì vậy các công ty khởi nghiệp có trụ sở ở Nga hấp dẫn hơn đối với người dùng nói tiếng Nga. Ngày nay, một số người dùng Nga không quan tâm đến việc sử dụng các dịch vụ như Facebook hay Google Maps vì các dịch vụ địa phương có nhiều tính năng và cộng đồng địa phương cụ thể của Nga (VK.com, dịch vụ Yandex, v.v.), mặc dù nhiều trang web quốc tế có chất lượng rất cao Bản địa hóa tiếng Nga và tìm kiếm Google đã hỗ trợ đầy đủ cho hình thái Nga trong khoảng 10 năm. [Khi nào?] Những tình huống này ít nhiều có thể áp dụng cho hầu hết các quốc gia hậu Xô Viết và các quốc gia này đang sử dụng Internet bằng tiếng Nga và tạo thành một ngôn ngữ chung cộng đồng franca như tiếng Anh trên Internet.
Thuật ngữ này đã được sử dụng bởi các phương tiện truyền thông, nhà báo và chính trị gia trong nhiều dịp. Runet không hoàn toàn đồng nghĩa với Internet ở Nga cũng như các trang Internet bằng tiếng Nga, thậm chí không phải là tập hợp các trang web trong.ru TLD, mà chính xác hơn là nói đến phạm vi của các trang web được người dùng nói tiếng Nga truy cập chủ yếu, tạo thành một một phần của văn hóa Nga đương đại. Nhiều quan chức của chính phủ Nga tích cực sử dụng thuật ngữ này như một từ đồng nghĩa với Internet trên lãnh thổ Nga, tức là đối với cơ sở hạ tầng Internet, tuân theo luật pháp Nga (bao gồm luật kiểm duyệt của Nga, bản quyền, luật doanh nghiệp, luật quảng cáo, v.v.) cộng đồng trực tuyến Nga không hỗ trợ việc sử dụng thuật ngữ này vì hàng triệu người dùng sử dụng ngôn ngữ tiếng Nga trên Internet khi sống bên ngoài Nga; Tiếng Nga được nói ở nhiều vùng phía đông châu Âu không thuộc lãnh thổ Nga. Một số quan chức Nga tự động tin rằng Wikipedia tiếng Nga có trụ sở tại Nga với tư cách là một thực thể kinh doanh và cố gắng kiểm soát nội dung của trang web hoặc thiết lập một bản sao Wikipedia có trụ sở ở Nga.
Tên miền quốc gia .ru trong âm vị học tiếng Nga không giống âm tiết đầu tiên của tên quốc gia, vì "Russia" trong tiếng Nga được gọi là "Rossiya", với chữ O. Cách phát âm của từ Ru net gần với cách phát âm của " Ngôn ngữ Nga "- ru ssky yazyk [u] thay vì Ro ssiya [о].